# جاكوب إريك لانج
جاكوب إريك لانج (بالنرويجية البوكمول: Jacob Erik Lange)‏ هو سياسي نرويجي، ولد في 3 أبريل 1767 في برغن في النرويج، وتوفي في 1825. انتخب عضو برلمان النرويج ‏.